# Angelina Jordan

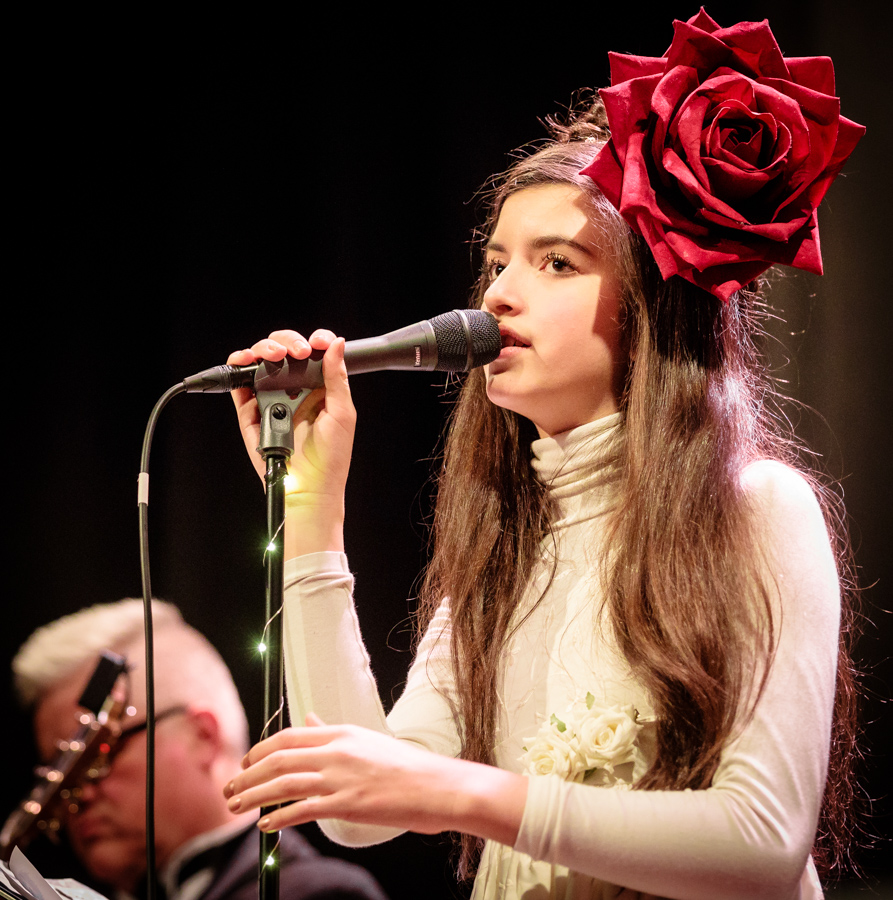
Angelina Jordan Ende 2017 mit 11 Jahren beim Konzertauftritt in Oslo

Angelina Jordan Astar (* 10. Januar 2006 in Oslo) ist eine norwegische Sängerin. 2014 gewann sie im Alter von acht Jahren Norske Talenter, Norwegens Version der Casting-Show Got Talent, bei der sie klassische Jazz-Standards wie Gloomy Sunday und Summertime sang.

## Leben
Jordans Mutter ist Norwegerin iranischer Herkunft, ihr Vater Schwede. Sie hat eine jüngere Schwester und lebte seit der Rückkehr der Familie aus den USA in Oslo. Dort besuchte sie die Waldorfschule sowie zur Gesangsausbildung das außerschulische Programm der Hochschule für Musik und darstellende Kunst. Daneben spielt sie Klavier, Gitarre, Violine und Flöte. Inzwischen lebt sie nach Angaben ihrer Plattenfirma in Los Angeles.
Videos von Jordans Auftritten auf YouTube wurden zum Internetphänomen und machten Medien in aller Welt auf sie aufmerksam. So widmeten ihr neben anderen das Time-Magazine und das People Magazine Artikel. 2014 trat sie beim Konzert anlässlich der Verleihung des Friedensnobelpreises auf sowie mit Fly Me to the Moon in der US-Fernsehsendung The View.
Im Jahr 2020 nahm Jordan an der 2. Staffel der Casting-Show America’s Got Talent: The Champions teil, einem Ableger von America’s Got Talent, wo in den First Auditions das Jury-Mitglied Heidi Klum für sie den sogenannten Golden Buzzer drückte.
Am 26. August 2020 gab ihr Onkel und Manager Michael Astar in einem Interview bekannt, dass Angelina Jordan einen Vertrag mit der Plattenfirma Republic Records abgeschlossen habe. In der Folge kam es dort zur Veröffentlichung von Singles und einer EP.
Ende Februar 2023 trat Jordan gemeinsam mit dem Produzenten und Musiker RedOne bei der Verleihung der The Best FIFA Football Awards 2022 auf und sang die für diesen Anlass komponierte FIFA-Hymne „We Are the Best“. Am 25. November 2023 war sie mit 17 Jahren die jüngste der insgesamt 21 Debütantinnen, die in diesem Jahr zum Bal des débutantes in Paris eingeladen wurden.

## Werk
2018 erschien, begleitet vom Forsvarets Stabsmusikkorps und auf dessen Musiklabel (Forsvarets Musikk), Jordans erstes Album It’s Magic. Es enthält neben 14 Coverversionen bekannter Jazz-Standards, darunter einige Instrumentals, zwei von Jordan selbst verfasste Musikstücke.
Am 6. November 2020 erschien ihre erste Single auf dem Label Republic Records mit dem Titel Million Miles. Am 19. März 2021 erschien ihre zweite Single auf demselben Label mit dem Titel 7th Heaven. Am 21. Juli 2023 erschien ihre EP „Old Enough“ (Republic Records).